# イオン佐世保ショッピングセンター

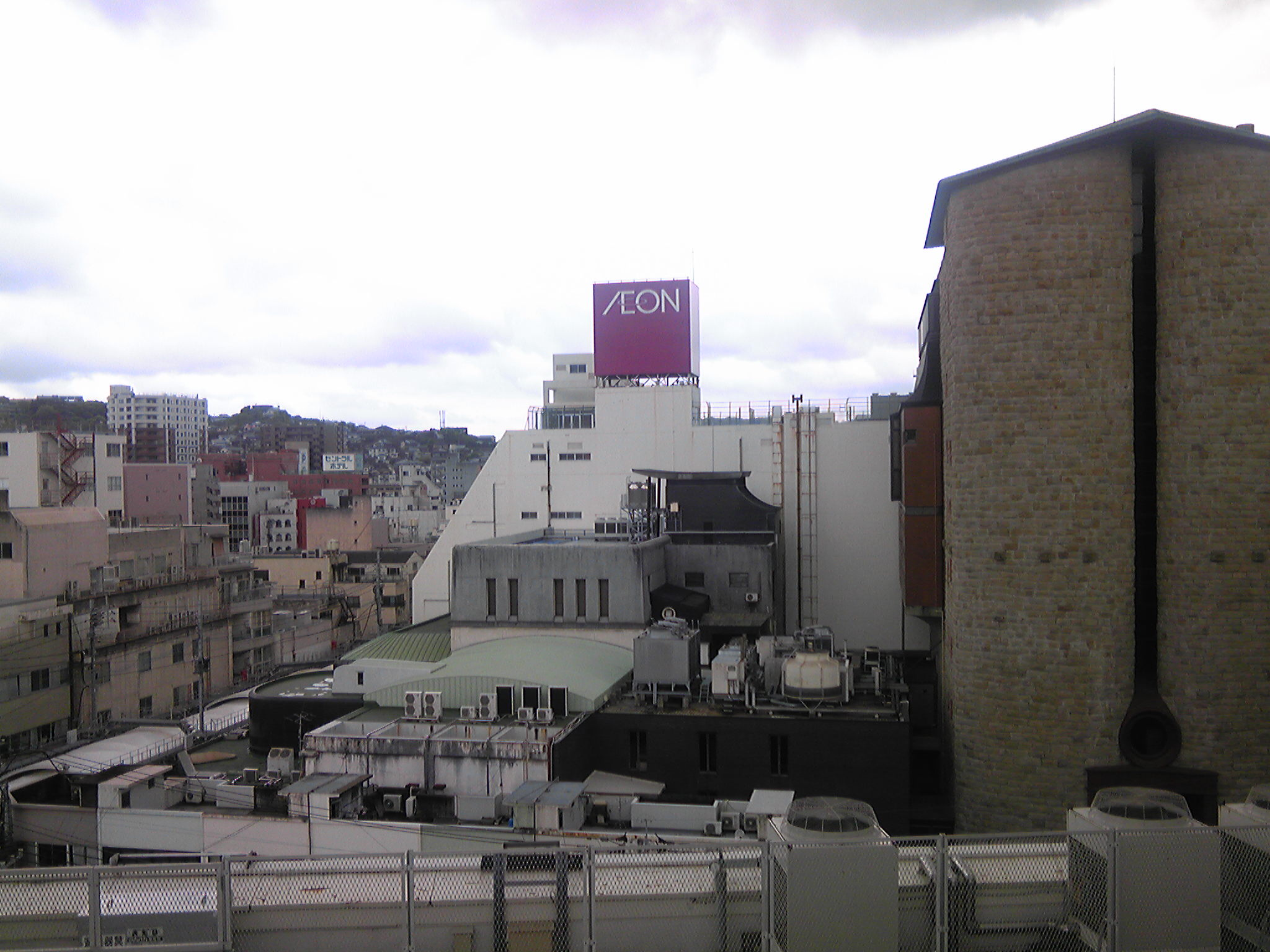
イオン佐世保店　ビル外観
（佐世保玉屋屋上より、2014年4月29日撮影）

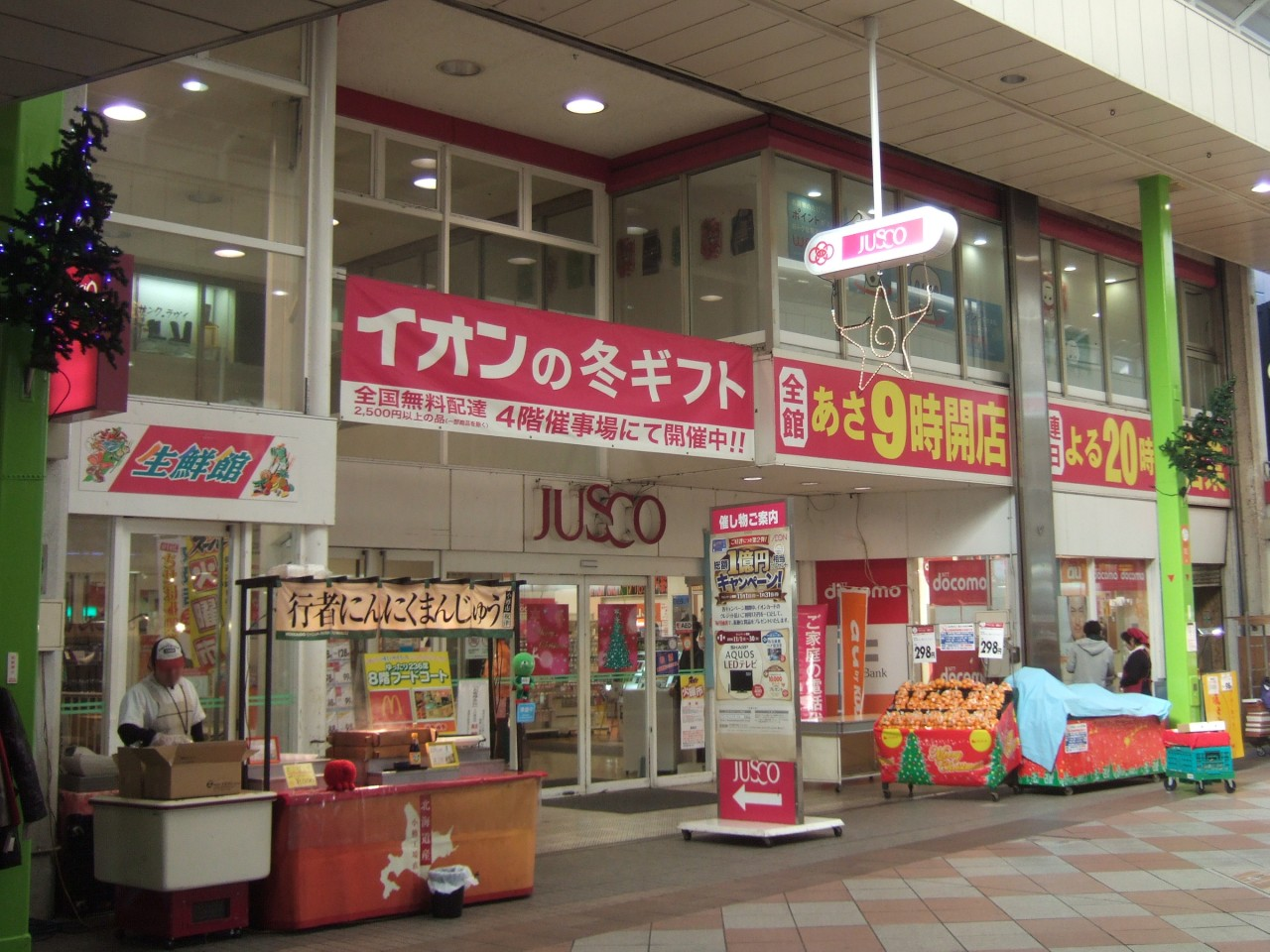
ジャスコ佐世保店時代の商店街側入口
（2010年11月撮影）

イオン佐世保ショッピングセンター（イオンさせぼショッピングセンター）は、かつて長崎県佐世保市に所在したイオン九州運営のショッピングセンター。九州地方におけるジャスコの1号店であった。

## 概要
四ヶ町商店街アーケード内の一角に立地していた。建物は地上8階・地下1階建てで、ペンシルビルスタイルの高層階の施設であった。現在、駐車場がなく、市街地に立地する高層階の店舗での新規出店は基本的に行われていないため、大変珍しいスタイルの施設となっていた。
イオン佐世保店を核店舗として16の専門店が並んでいた。
また、アーケード内に立地している関係で、屋上にある「ÆON」のサイン看板はアーケードの外に出ないと見ることができないため、建物正面の両端2か所にサイン看板風の「ÆON」の看板が掲げられていた。屋上のサイン看板については、2016年（平成28年）12月頃に撤去されている。

## 歴史
1974年（昭和49年）6月20日に、当時の福岡ジャスコ（現在のイオン九州）が「ジャスコ」ブランドとしての新規店舗1号店としてジャスコ佐世保店を開店したことが始まりである。
松浦鉄道西九州線が第三セクター鉄道に転換された後、1990年（平成2年）には当施設や四ヶ町商店街の最寄位置に佐世保中央駅が開業した。このため、当店の4階には連絡通路が設けられており、営業時間中（初売りの開店直後を除く）であれば、佐世保中央駅・佐世保共済病院と行き来することができた。2015年（平成27年）には、連絡通路内に調剤薬局が新たに開店している。
2011年（平成23年）3月1日に核店舗名称を「イオン佐世保店」に変更し、SC全体の名称として「イオン佐世保ショッピングセンター」が新たに与えられた。看板類は店舗ブランド変更に先駆け、同年2月下旬に看板類（店舗正面入口・建物両端・アーケード上にある共通看板）や地下売場入口近くにある施設案内の外枠一番上（店舗案内のロゴは3代目のものではなく、ゴシック体だった2代目のもの）に掲げられていた「JUSCO」が「ÆON」に置き換わり、屋上のサイン看板も同年2月27日に「ÆON」への模様替えを完了した。
また、当店では四ヶ町・三ヶ町で行われている佐世保初売りの慣例に倣い、2015年（平成27年）までは他の「イオン」と異なり、元日は休業、翌1月2日は営業開始時刻を通常時よりも繰り上げて早朝営業（同時に営業終了時刻も繰り上げる特別営業体制）を実施してきたが、2016年（平成28年）以降は他の「イオン」同様に元日営業を実施するようになった。1月2日の早朝営業については2016年（平成28年）まで継続されたが、2017年（平成29年）は営業開始時刻を1時間繰り上げるのみ（営業終了時刻は通常どおり）となり、初売り時の早朝営業も実施されなくなった。
閉館時点では九州地区において旧来からのイオングループの店舗としては最古であり、2021年（令和3年）9月30日にイオン東山二条店（京都府京都市左京区、1968年（昭和43年）6月26日開業）が閉店してからは全国の旧ジャスコ店舗でも現存最古の店舗となっていたが、建物の老朽化を理由に2022年（令和4年）2月28日に通算48年の営業を終えて閉館した。
跡地については佐世保市の不動産会社、ランドアークが取得し、2025年（令和7年）春までに高層マンションを建設することが予定されている。マンションの1階と2階は商業施設となる予定である。1階の区画にはイオン九州が出店することも計画されている。

### 閉館後の対応
閉館を事前に館内告知した後、利用客から多くの要望や意見が寄せられたことや当SCの向かい側で営業しているファッションビル「アルバ西沢」を運営する西沢本店から「四ヶ町商店街からイオンの灯を消さないように」と申し出があったことを受け、イオン九州は閉館の直前となる同年2月24日に「アルバ西沢」の2階に出店することを発表。同年4月29日に「イオン佐世保四ヶ町店」としてオープンした。同店は利用客からの要望を受け、衣料品（婦人紳士のカジュアル衣料・スポーツウェア・肌着・靴下・ナイトウェア）、ペットフード（ペット用品を含む）、日用雑貨品（ヘアケア用品・衛生用品を含む）に特化した食料品非取扱の小型店舗形態での出店となる。
また、専門店のうち、1階に出店していた「ほけんの110番」と、4階に出店していた日本調剤 佐世保中央薬局は、四ヶ町商店街内で空き店舗となっていた近隣の場所へ移転し、2022年（令和4年）3月に単独店舗（路面店）として順次再開業している。そのほか、ハニーズはイオン大塔ショッピングセンター、ラフィネはえきマチ1丁目佐世保、スペースタイム25はさせぼ五番街の「楽市楽座」がそれぞれ最寄り店舗となり、閉店後の問い合わせ対応を担っている。
なお、ハニーズと共にイオン大塔ショッピングセンターが最寄り店舗となっていたお茶の山口園については、イオン佐世保店の閉店から約3ヶ月半後の2022年（令和4年）6月17日に破産手続き開始決定を受け、イオン大塔SC店を含む全ての直営店が閉鎖された。
ダイソーは佐世保大和店が閉店後の最寄り店舗となっていたが、2023年（令和5年）8月5日にイオン同様にアルバ西沢の2階に佐世保アルバ西沢店がオープンしたことで、約1年半ぶりに四ヶ町商店街へ再出店することとなった。

## 主なテナント
- お茶の山口園（地下1階）
- Honeys（1階）
- ATMコーナー（1階）
  - 九州ろうきん
  - イオン銀行
- きものやまと（3階）
- タツミヤ（3階）
- 日本調剤佐世保中央薬局（4階、連絡通路内）
- ラフィネ（5階）
- ダイソー（6階[注釈 3]）
- スペースタイム25（8階）

## フロア構成
| 階   | フロア概要                             |
| 8階  | スペースタイム25                       |
| 7階  | 生活用品・リビング用品・台所用品・寝具 |
| 6階  | ダイソー                               |
| 5階  | 子供服・子供用品                       |
| 4階  | 紳士服・文具                           |
| 3階  | 婦人服                                 |
| 2階  | 靴下・服飾雑貨・バッグ                 |
| 1階  | 化粧品・日用品・薬局                   |
| 地階 | 食品売場                               |

当施設は地下1階・地上8階の構成であった。エレベーターは1箇所、エスカレーターは1箇所設置されていたが、エレベーターは地下1階の食品売場に通じていなかった。
8階にはフードコートが所在していたが、後に休憩所となった。

## 交通アクセス

### 鉄道
- 松浦鉄道西九州線 佐世保中央駅下車、徒歩で約2分。当店4階と直結する連絡通路が設けられていた。

### バス
- 西肥バス（させぼバスも含む）「島瀬町」バス停下車。

### 高速道路
- 西九州自動車道 佐世保中央インターチェンジ下車。

## 周辺施設
- 四ヶ町商店街
  - 十八親和銀行 佐世保本店営業部・佐世保中央支店
  - Alba西沢
  - TWINKLE西沢
- 佐世保玉屋
- 島瀬公園
- 佐世保市博物館島瀬美術センター
- 佐世保共済病院
- 国道35号